# Liste des princes de Capoue
Voici la liste des princes de Capoue, en Italie.

## Comtes lombards de Capoue
Capoue, rattachée à Salerne par le traité de 849 entre Salerne et Bénévent parvient à s'en affranchir vers 861.
- 817-843 : Landolf Ier
- 843-861 : Lando Ier fils aîné de Landof Ier
- 861-862 : Pandon fils puîné de Landolf Ier
- 861-862 : Lando II le Jeune ou le Crépu, fils de Landon Ier
- 862-862 : Pandenolf fils de Pandon,
- 862-879 : Landolf II évêque de Capoue (856-879), 4e fils de Landolf Ier
- 879-882 : Pandenolf (second règne)
- 882-887 : Lando III fils aîné de Landenolf comte de Teano et d3e fils de Landof Ier
  - 885-887 : Landenolf son frère associé
- 887-899 : Aténolf Ier son frère prince de Capoue et de Bénévent en 899

## Princes de Capoue et de Bénévent
- 899-910 : Atenolf Ier
  - 901-910 : Landolf Ier son fils associé
- 910-943 : Landolf Ier
  - 910-940 : Aténolf II associé son frère
  - 936-943 : Aténolf III de Carinola fils et associé de Landolf Ier
  - 943-943 : Landolf II fils et associé de Landolf Ier
- 943-943 : Aténolf III chassé par son frère
- 943-961 : Landolf II le Roux
  - 943-961 : Pandolf Ier son fils associé
- 961-981 : Pandolf Ier « Tête de Fer »
  - 961-969 : Landolf III le Hardi son frère associé
  - 969-981 : Landolf IV fils de Pandolf Ier associé
- 981-981 : Landolf IV

Bénévent s'affranchit de la tutelle de Capoue en 981

## Princes de Capoue
- 981-982 : Landolf IV de Bénévent
- 983-993 : Landenolf autre fils de Pandolf Ier
- 993-999 :  Laidolf le Rusé frère du précédent
- 999-1000 :  Adémar, imposé par Otton III du Saint-Empire ;
- 1000-1007 : Landolf V de Sainte Agathe frère de Pandolf II prince de Bénévent
- 1007-1022 : Pandolf II fils de Landolf V
  - 1007-1014 : Pandolf III prince de Bénévent, oncle et tuteur de Pandolf II
- 1016-1022 : Pandolf IV fils de Pandolf III (1er règne)
  - 1020-1022 : Pandolf V fils de Pandolf IV associé
- 1022-1026 : Pandolf VI de Teano comte de Teano, fils d'Atenolf et petit-fils de Pandolf Ier Tête de Fer.
  - 1022-1026 : Jean son fils associé.
- 1026-1038 : Pandolf IV (2e règne)
  - 1020-1038 : Pandolf V associé fils de Pandolf IV
  - 1038-1038 : Landolf VI fils de Pandolf V
- 1038-1047 : Guaimar IV de Salerne, gendre de Pandolf III imposé par Conrad II le Salique
- 1047-1050 : Pandolf IV (3e règne) rétabli par Henri III du Saint-Empire
- 1050-1057 :  Pandolf V
  - 1050-1057 : Landolf VI associé
- 1057-1058 :  Landolf VI

Capoue est prise par les Normands en juin 1058

## Princes normands de Capoue
- 1058-1078 : Richard Ier d'Aversa
- 1078-1091 : Jourdain Ier d'Aversa
- 1091-1107 :  Richard le Chauve

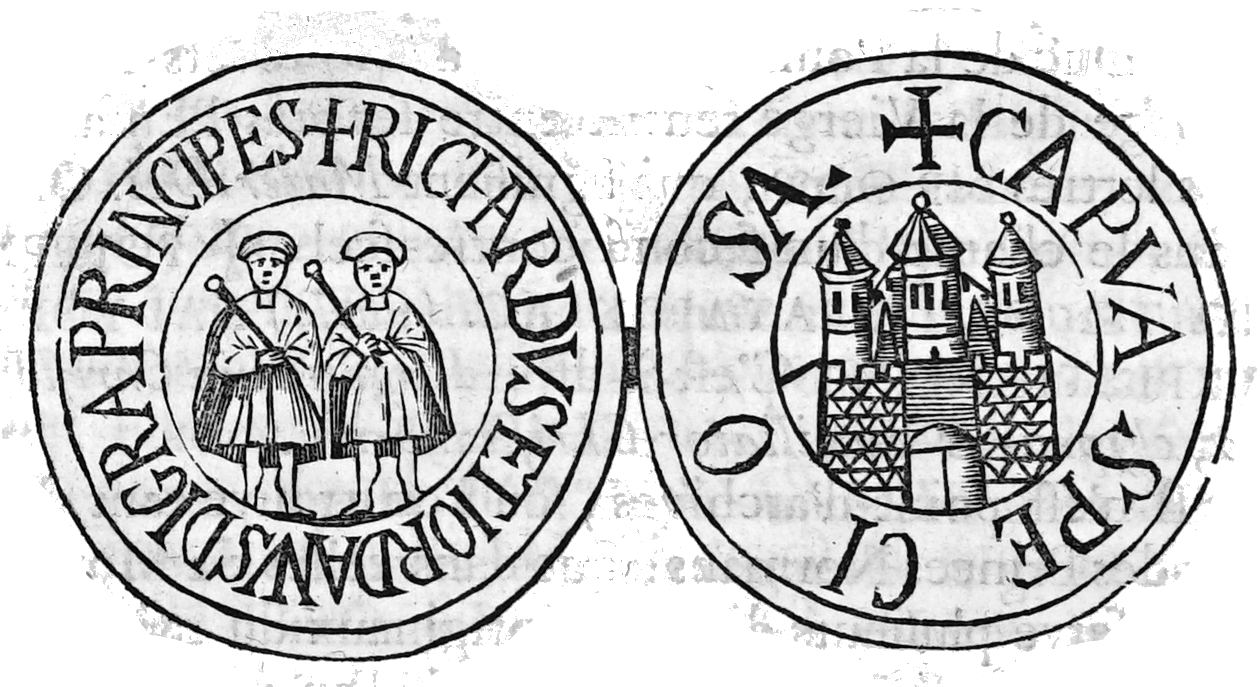
Sur le sceau de Jourdain et son père Richard.

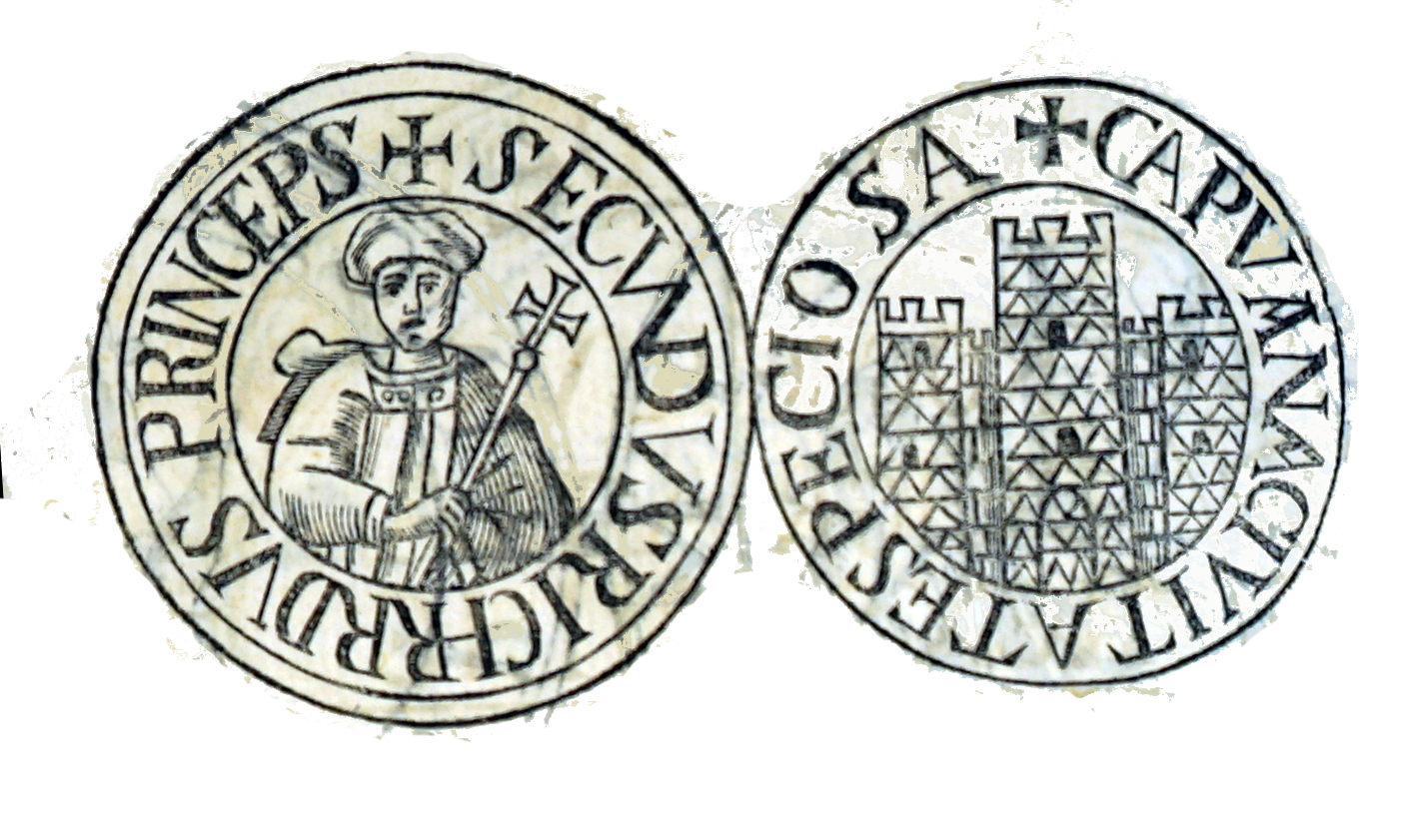
Sur le sceau de Richard II.

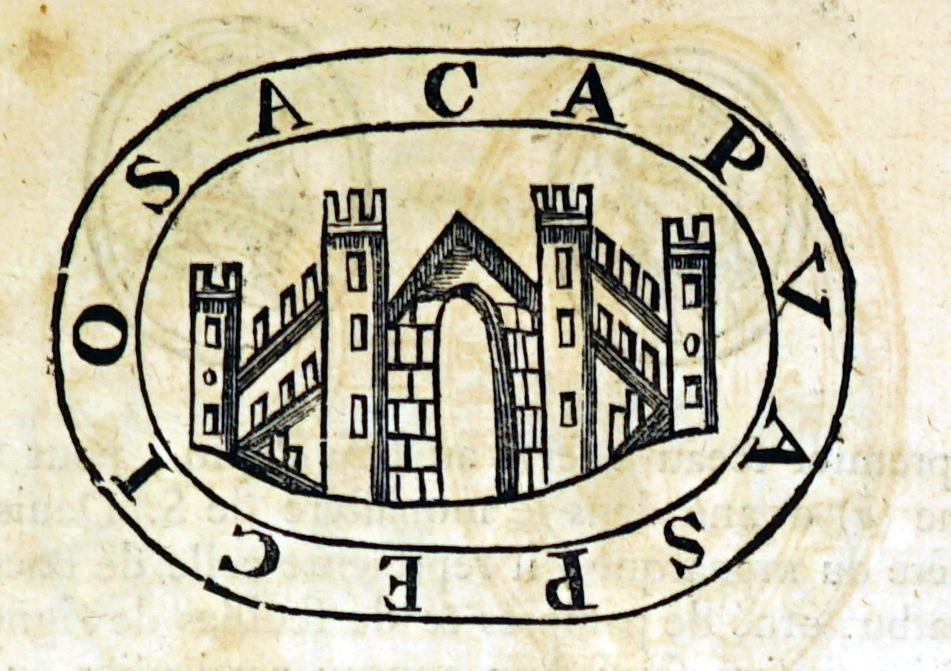
Sur le sceau de Jourdain II.

  - 1091-1098 : Lando IV de Capoue (en opposition à la dynastie normande)
- 1107-1119 : Robert Ier d'Aversa
- 1120-1120 : Richard III d'Aversa
- 1120-1127 : Jourdain II d'Aversa
- 1127-1156 : Robert II d'Aversa
  - 1135-1137 et 1139-1144 : Alphonse de Capoue, en compétition avec Robert II
  - 1144-1156 : Guillaume Ier de Sicile, en compétition avec Robert II
  - 1166-1172 : Henri, fils de Guillaume Ier.

## Apanage
Le titre de prince de Capoue fut par ensuite octroyé en apanage aux fils cadets des rois de Sicile puis des Deux-Siciles.
Période du royaume des Deux-Siciles :
- 1155–1158 : Robert III de Capoue (en) (1153–1158), fils cadet de Guillaume Ier de Sicile
- 1166–1172 : Henri de Capoue (en) (Arricus ou Arrico) (1160–1172), frère du précédent. Plus jeune des fils et le second survivant, Henri hérita, par la volonté de son père Guillaume Ier, du titre de prince de Capoue au moment où son frère aîné Guillaume II accéda au trône de Sicile.
- Charles-Ferdinand de Bourbon-Siciles (1811-1862), fils cadet de François Ier des Deux-Siciles.